# Atlantis
Atlantis este un oraș din provincia Western Cape, Africa de Sud.